# ESO 444-46
ESO 444-46 ( 或Shapley 8-1, A3558-M1 ) 是一个位于半人马座的 E4 级超巨椭圆星系；  也是Abell 3558 星系团的主要成员和最明亮的成员，距离我们约 6.4 亿光年。    该星系位于巨大的沙普利超星系团的核心，也是离我们最近的超星系团之一。 
它是已知最大的星系之一，也可能包含已知最大的黑洞之一。该黑洞的质量估计为 5.01 亿 - 776亿太阳质量。  

## 物理特性
与所有椭圆星系一样，ESO 444-46 的特点是具有平滑、无特征的轮廓，这与银河系等螺旋星系的结构明显不同。该类型的星系被认为是过去多个星系合并的结果。
该星系的直径估计至少为 400,000 光年，为室女座星团中著名的梅西耶 87星系的两倍半多，并有一个漫射的恒星光晕延伸到其半径之外。

## 特征

### 球状星团
ESO 444-46 估计有大约 27,000个球状星团，是已知包含最多球状星团最多的星系之一。这与梅西耶 87中的 15,000 个球状星团和银河系中的 200 个形成鲜明对比。 

### 超大质量黑洞
ESO 444-46包含一个超大质量黑洞。科学家们至少使用了三种不同的方法来计算 ESO 444-46 中心黑洞的质量。
当该黑洞使用球体光度法（通过使用其亮度估计中心区域的恒星密度）计算后，质量为776 亿太阳质量。  这将使它成为已知最大的黑洞之一 ———几乎是 Messier 87 黑洞质量的 12 倍，也相当于银河系中心黑洞人马座 A*质量的 18,000 倍。该黑洞的史瓦西半径为 1,530 AU （直径约 4610 亿公里）。

## 关联条目
- 星系列表
- 最近的星系列表
- NGC 天体列表 (4001–5000)
- 螺旋星系列表
- 梅西耶 87
- NGC 4889
- NGC 4874
- IC 1101